# Shock
 Der er for få eller ingen kildehenvisninger i denne artikel, hvilket er et problem. Du kan hjælpe ved at angive troværdige kilder til de påstande, som fremføres i artiklen.

 For alternative betydninger, se chok.
Shock er den tilstand, der opstår, når der ikke kommer ilt nok til alle kroppens celler. Denne iltmangel fører med høj sandsynlighed til celledød og/eller organsvigt og er pr. definiton livstruende.

## Fysiologi
Når vi trækker vejret ned i lungerne, fylder vi ilt-molekyler på de røde blodlegemer, som transporterer ilten rundt i kroppen. Når ilten er læsset af i de forskellige væv og organer, læsses affaldsstofferne på blodlegemerne som CO2. Ilt og CO2 er dele af den forbrænding, der sker i cellerne, når de arbejder. Det er som at smide brænde på et bål, hvor ilten symboliserer brændet, og asken symboliserer CO2-en. Derudover indgår en stor mængde andre stoffer som glukose. Når vi fjerner ilten fra denne proces, vil den forbrænding der er i cellerne, gå fra at være aerob (med ilt) til at være anaerob (uden ilt), og forbrændingen vil gå fra fuldstændig til ufuldstændig. Derfor vil de affaldsstoffer, der opstår, ændres, og vi producerer mere CO2. Et eksempel herpå kunne være det der sker, når vi cykler. De fleste af os kender følelsen af at cykle op ad en stejl bakke. Benene gør ondt, og til sidst "syrer" de til, og ydeevnen bliver væsentligt begrænset. Det, der sker i muskelvævene i benene, er, at det ilttilbud der er, ikke er tilstrækkeligt til den ydelse, det skal præstere, og der opstår en anaerob forbrænding. Affaldsstoffet fra den anaerobe forbrænding kaldes laktat (mælkesyre), og det bliver transporteret over i blodet. Hele denne proces er i længden skadelig for mekanismen, og gør ondt på kroppen.
Når vi taler om shock, er den væsentligt udbredt i hele vores legeme, og skyldes som regel en voldsom medicinsk påvirkning eller et fysisk traume.

## Symptomer
Symptomerne på shock kan være svære at få øje på, og de kan komme langsomt. De er alle præget af, at kroppens iltforsyning er nedsat:
- Bleg → Hvis muligheden for at pumpe nok ilt rundt ikke er tilstede, vil kroppen automatisk regulere blodstrømningen, så det er de vitale organer der forsynes med blod. Derfor trækker den de små, perifere kar i kroppen sammen, mens den åbner de kar der forsyner fx hjerne, hjerte og lunger. Det betyder at 
alle de blodkar i arme, ben og ansigt trækker sig sammen, og derfor mister man også farven. I de sidste stadier af shock, vil kontraktionen af perifere kar være så udpræget, og iltforsyningen derfor så lille, at man vil blive cyanotisk (blålig) rundt om læber og ved ørerne. 
- Hurtig vejrtrækning → Shock betyder nedsat iltforsyning til vævene, derfor vil kroppen øge respirationen for at få mere ilt ned i lungerne.
- Hurtig puls → En normal puls ligger på mellem 50-100. En person i shock vil have en puls på langt over 100, alt efter hvor langt henne i shocket patienten er. En øget puls er som en øget respiration en måde at få mere ilt ud i kroppen på. 
Disse er de tre mest karakteristiske symptomer, men ofte vil der være andre, som fx at personen er kold eller klamtsvedende.

## Typer af shock
Shock kan opstå af forskellige grunde, men vil altid være udløst af manglende pumpefunktion af hjertet, en for lille blodvolumen i forhold til karvolumen eller obstruktion af de centrale kar. Først kan shocket skyldes én af disse faktorer, men efterhånden, som tilstanden udvikler sig, vil det være en kombination af dem. Man kan inddele shock i typer alt efter den udløsende årsag:
- Distributivt shock, herunder:
  - Anafylaktisk shock
  - Neurogent shock
  - Septisk shock
- Hypovolæmisk shock
- Kardiogent shock
- Obstruktivt shock

## Ortografi
Shock er egentlig en fejlstavning af ordet chok, men begrebet benyttes i almindelighed blandt sundhedspersoner til at beskrive den medicinske tilstand til forskel fra en forskrækkelse.